# ムハンマド・ハサネイン・ハッダーム

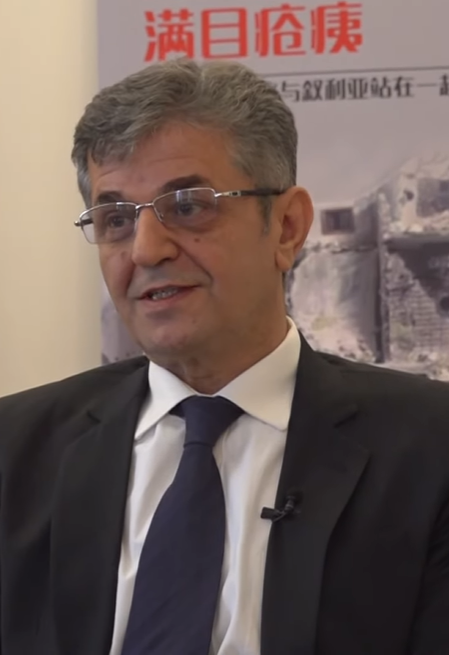
在中華人民共和国大使在任時のハサネイン・ハッダーム（2023年）

ムハンマド・ハサネイン・ハッダーム（アラビア語: محمد حسنين خدام Muḥammad Ḥasanain Khaddām, 文語アラビア語発音：ムハンマド・ハサナイン・ハッダーム、英語: Muhammad Hasanein Khaddam / Mhd. Hasanein Khaddam、簡体字中国語: 穆罕默德·哈桑内·哈达姆、1963年4月24日 - ）は、シリアの外交官、元駐日全権公使兼臨時代理大使（2019年～2022年）、現在中華人民共和国大使。ラタキア出身。母国語のアラビア語に加えて英語に堪能で、ギリシャ語・フランス語・中国語も解する。
在中華人民共和国大使に就任する前には、在アメリカ合衆国大使館一等書記官、在マレーシア大使館参事官、在中華人民共和国大使館公使を経て、2019年7月29日から2022年4月1日にかけて駐日全権公使兼臨時代理大使を務めた。全権公使は特命全権大使に次ぐ地位であり、2012年6月6日にアル＝ハバシュ駐日大使がペルソナ・ノン・グラータ認定により大使の地位を剥奪されて以降、シリアの駐日外交官としては最も席次が高い。

## 学歴
- 1981年 - 1984年: ティシュリーン大学（アラビア語版、英語版） 英語学学士[3]
- 1985年 - 1989年: ティシュリーン大学 言語学ティーチングアシスタント[3]

## 外交経歴
- 1989年8月: 外務省（アラビア語版、英語版）（現・外務・移民省（アラビア語版、英語版））入省[3]
- 1992年 - 1997年: 在インド大使館 アタッシェ、三等書記官[3]
- 1998年: 本省 外務副大臣室長[3]
- 1999年 - 2001年: 在キプロス大使館 二等書記官[3]
- 2001年 - 2004年: 在アメリカ合衆国大使館（英語版） 一等書記官[3]
- 2004年 - 2006年: 本省 米州局次長、一等書記官[3]
- 2006年 - 2011年: 在マレーシア大使館 参事官、うち2009年以降は臨時代理大使を兼任[3]
- 2011年 - 2013年: 本省 調査部次長、公使参事官[3]
- 2013年 - 2017年: 在中華人民共和国大使館 全権公使[3]
- 2017年 - 2019年: 本省 調査研究部長[3]
- 2019年 - 2022年[注 2][10]: 駐日大使館 公館長[3]（全権公使兼臨時代理大使[4]）
- 2022年 - : 在中華人民共和国大使（中国語版）（2022年6月8日に着任、同年7月4日に信任状の真正な写しを提出[13]、2023年4月24日に信任状を捧呈[5]）

## 駐日全権公使兼臨時代理大使として
2019年10月18日、元アラビスト外交官で公明党の石川博崇参議院議員と会談し、トルコ軍のシリア侵攻や日本とシリアの関係改善などについてアラビア語で率直な意見を交換した。
2020年11月18日、フィラース・アル＝アトラッシュ（フィラス・アルアトラッシュ）参事官を伴って田村琢実埼玉県議会議長を表敬訪問し、議長応接室で両国の友好関係促進などについて話し合った。
2021年5月26日が投票日のシリア大統領選挙に先立つ5月20日、東京の駐日シリア大使館で在日シリア人の在外投票が行われた。武力による政権転覆を企てるシリア国民連合など反政府組織は大統領選を茶番と評して反発したが、NHKの取材を受けたハッダーム臨時代理大使は大統領選について「シリアの憲法にのっとり、投票の秘密が保てるなど投票のプロセスは明確で、透明性の高い選挙だ」と述べ、その正統性を強調した。
2021年8月4日、2020年東京オリンピック（COVID-19の影響で2021年に延期して開催）の重量挙げ男子109kg超級でシリア代表のマアン・アスアド（マン・アサード）が銅メダルを獲得した。これを受けて、ハッダーム臨時代理大使はアル＝アトラッシュ参事官を伴って選手村を訪問し、祖国に対する誇りとなったアスアドの健闘を称えた。
2022年4月1日、ハッダーム全権公使が離任してフィラース・アル＝アトラッシュ参事官が臨時代理大使を継承した。